# Christophe Fauré
Christophe Fauré, né le 7 mai 1963 au Havre, est un psychiatre et psychothérapeute français.

## Biographie
Christophe Fauré est psychiatre libéral à Paris, et a exercé dans les unités de soins palliatifs de l’Hôpital Paul-Brousse à Villejuif et à la maison médicale Jeanne-Garnier à Paris. Il est spécialiste de l'accompagnement en fin de vie, du deuil et du travail de deuil des proches.
En décembre 1996, un de ses amis le fait rencontrer Lama Puntso, un lama directeur spirituel du monastère de l'école karma-kagyu du bouddhisme tibétain Dhagpo Kagyu Ling en Dordogne. Christophe Fauré y effectue une retraite de mai 2001 à mai 2003. Il étudie le bouddhisme et pratique la méditation depuis.
Son travail et ses ouvrages se centrent autour des « grands passages de la vie » ou des « ruptures » : celles de la maladie (Vivre ensemble la maladie d’un proche), de la fin de vie (Accompagner un proche en fin de vie), du deuil (Vivre le deuil au jour le jour, et Après le suicide d’un proche) et du couple (Le couple brisé ; Ensemble mais seuls ; Est-ce que tu m’aimes encore ?, essai autour de l'infidélité, et, en 2014 Comment t'aimer toi et tes enfants ?).
Son ouvrage Maintenant ou jamais – La Transition du Milieu de la Vie obtient le Prix Psychologies-Fnac 2013 du meilleur essai.
Christophe Fauré intervient ponctuellement dans le Magazine de la santé sur France 5, dans l'émission « Les Experts »  sur Europe 1, sur RTL, et dans la revue Psychologies magazine.[réf. souhaitée]
Il est membre du Conseil d’Administration de l’association « Vivre son deuil Ile de France » et parrain de plusieurs associations : l’association « Phare Enfants Parents » (œuvrant pour la prévention du suicide de l’adolescent et l’accompagnement des parents en deuil après suicide), l’association « Apprivoiser l’absence » organisant des groupes de parole pour les parents en deuil, et de la fondation OGF.

## Publications
- Vivre ensemble la maladie d’un proche[7], Albin Michel, 2002
- Le couple brisé – Vivre la rupture et se reconstruire, Albin Michel, 2002
- Vivre le deuil au jour le jour, Albin Michel, 2004 ; nouvelle édition augmentée, 2012
- Après le suicide d’un proche - Vivre le deuil et se reconstruire, Albin Michel, 2007
- Ensemble mais seuls – Apprivoiser le sentiment de solitude dans le couple, Albin Michel, 2009
- Maintenant ou jamais – La Transition du Milieu de la Vie, Albin Michel, 2011 Prix Psychologies-Fnac 2013 du meilleur essai [10]
- Est-ce que tu m’aimes encore ? – Se reconstruire après l’infidélité, Albin Michel, 2013
- Comment t'aimer toi et tes enfants ?, Albin Michel, 2014
- Accompagner un proche en fin de vie : savoir l'écouter, le comprendre et communiquer avec les médecins (avec la participation de Stéphane Allix), Albin Michel, 2016
- S'aimer enfin ! Un chemin initiatique pour retrouver l'essentiel, Albin Michel, 2018
- Cette vie… et au-delà – Enquête sur la continuité de la conscience après la mort, Albin Michel, 2022

Coécriture
- Sophie Davant et Christophe Fauré, Au-delà ; grandir après la perte, Michel Lafon, 2009
- Sophie Davant et Christophe Fauré,  Il est temps de choisir sa vie !, Albin Michel, 2017

Préfaces
- Marie Dell'Aniello et Gilles Deslauriers, Rencontre entre un thérapeute et une famille en deuil : la mort d'Yves, Paris ; Montréal,  L'Harmattan, 2000
- Chantal Haussaire-Niquet, Le deuil périnatal : le vivre et l'accompagner, Le Souffle d'or, 2004
- Mark Epstein, Se libérer de la souffrance : au-delà de nos peines quotidiennes, traduit de l'américain par Dominique David, Paris, Albin Michel, 2015

## Distinctions
- 2013 : Prix Psychologies-Fnac du meilleur essai pour son livre Maintenant ou jamais – La Transition du Milieu de la Vie[10]

## Participation
Christophe Fauré intervient en tant que psychiatre de l'Hôpital Necker à Paris, dans le film documentaire canadien autour du suicide Le Voyage d'une vie de Maryse Chartrand, en 2007.